# Nagai (Yamagata)
Nagai (Japans: 長井市, Nagai-shi) is een stad in de Japanse prefectuur Yamagata in het noorden van Honshu. De stad heeft een oppervlakte van 214,69 km² en begin 2008 ruim 30.000 inwoners.
De stad ligt in een keteldal en is omgeven door bergen zoals de Asahi en de Iide. De rivier Mogami loopt door het dal en de stad en evenals de rivieren Okitama-Nogawa en Shirakawa die in de Mogawi monden.

## Geschiedenis
Nagai werd op 15 november 1954 een stad (shi) na samenvoeging van dorpen Hirano (平野村, Hirano-mura), Isazawa (伊佐沢村, Isazawa-mura), Nagai (長井村, Nagai-mura), Nishine (西根村, Nishine-mura) en Toyoda (豊田村, Toyoda-mura).

## Verkeer
Nagai ligt aan de Yonesaka-lijn van de East Japan Railway Company en de Flower Nagai-lijn van de Yamagata Tetsudō Maatschappij.
Nagai ligt aan de autowegen 113 en 287.

## Bezienswaardigheden en festivals
Nagai staat bekend om de bijzondere natuur:
- De meer dan 1200 jaar oude kersenboom (久保埜桜 Kubonozakura) die een nationaal natuurmonument is.
- In mei staan de 3000 witte azaleas in bloei. Vele hiervan zijn meer dan 750 jaar oud.
- Op de 3,3 ha van het Ayamepark (菖蒲公園 Ayame-kōen) bloeien in juni een miljoen Iris sanguinea.
- In het Hagipark (はぎ公園 Hagi-kōen) bloeien in de herfst op een oppervlak van 7000 m² de rode en witte Lathyrus (Lespedeza bicolor var. japonica).

Bijzondere producten uit Nagai:
- Tsumugi-zijde: een bijzondere vorm van zijdeweverij waarbij de draad eerst wordt gekleurd en daarna wordt geweven. In 1976 werd deze techniek door het Ministerie voor Handel en Industrie als 'traditioneel product' erkend.
- Narushima pottenbakkerij: al meer dan 200 jaar wordt de kobaltblauwe glazuur met de naam Namakoyu gebruikt.
- Kanaigami bezems: bezems van cipressen worden vanouds in Nagai gemaakt.
- nertsen: er zijn veel lokale fokkerijen.
- Kokeshipoppen (gedraaid houten poppen).
- Zwarte (draken)maskers. Meestal zijn deze maskers rood.

## Stedenband
Nagai heeft een stedenband met
- Bad Säckingen, Duitsland, sinds 8 mei 1983.
- Shuangyashan, China, sinds 21 mei 1992.

## Aangrenzende steden
- Nan'yō